# Manza Sinus
Il Manza Sinus è una struttura geologica della superficie di Titano.